# Мокрушины
 Мокрушины  — деревня в Кирово-Чепецком районе Кировской области в составе Бурмакинского сельского поселения.

## География
Расположена на расстоянии менее 1 км на север-северо-запад от северной границы села Бурмакино.

## История
Известна с 1671 года как пустошь Ивашки Мокрушина с 2 дворами,  в 1764 (починок Ивана Мокрушина) 57 жителей, в 1802 12 дворов. В 1873 в починке Ивана Мокрушина (Мокрушины) дворов 15 и жителей 148, в 1905 (уже деревня) 24 и 169, в 1926 (деревня Мокруши) 31 и 136, в 1950 37 и 101, в 1989 уже не оставалось постоянных жителей. Настоящее название утвердилось с 1939 года.

## Население
Постоянное население составляло 0 человек в 2002 году, 14 в 2010.